# Leonard Schrader
Leonard Schrader (30 de noviembre de 1943 - 2 de noviembre de 2006) fue un guionista y director estadounidense, más notable por su habilidad para escribir películas en japonés y por sus muchas colaboraciones con su hermano, Paul Schrader.
Obtuvo una nominación al Premios Oscar por el guion que escribió para la película El beso de la mujer araña.

## Filmografía seleccionada
- The Yakuza (1974) (como escritor)
- Blue Collar (1978) (coescritor)
- Tora-san's Dream of Spring (1979) (coescritor)
- Taiyō o Nusunda Otoko (1979) (escritor) (Mejor Película Japonesa del Año, 1980)
- The Killing of America (1982) (escritor, productor, director)
- Mishima: A Life in Four Chapters (1985) (como escritor y productor asociado)
- Kiss of the Spider Woman (1985) (escritor) (Premios Oscar-nominado)
- Naked Tango (1990) (como escritor y director )

## Premios y nominaciones
Premios Óscar
| Año  | Categoría            | Película                  | Resultado |
| ---- | -------------------- | ------------------------- | --------- |
| 1986 | Mejor guion adaptado | El beso de la mujer araña | Nominado  |